# Злотницкий, Антон Осипович
Антон Осипович Злотницкий (Антоний Иосифович (Поликарп) Злотницкий-Новина; пол. Antoni Polikarp Złotnicki, 26 января 1751 — 1830) — польский и русский военный деятель, генерал-лейтенант российской армии.

## Биография

### В Польше
Происходил из польского дворянского рода герба Новина. Был членом Барской конфедерации.
Находился на службе у Станислова Потоцкого. С 1790 года был депутатом от Подольского воеводства на Четырёхлетнем сейме и в числе нескольких делегатов был направлен в Санкт-Петербург, где был представлен императрице Екатерине II. Подписал манифест против принятия конституции 3 мая. Был включён в составленный в 1792 году русским послом в Варшаве Яковом Булгаковым список депутатов и сенаторов, на которых Российская империя может рассчитывать при создании конфедерации против «Конституции 3 мая».
В 1792 году присоединился к Тарговицкой конфедерации, был её консуляром, маршалком в Подольском воеводстве и бригадиром одного из кавалерийских подразделений.
В середине 1792 года, как представитель конфедерации, потребовал от коменданта Каменца-Подольского Юзефа Орловского сдать крепость осадившим её русским войскам, однако тот отказался, пока не узнал, что король Станислав Понятовский перешёл на сторону Тарговицкой конфедерации. Тогда же по протекции Станислава Потоцкого Злотницкий был назначен на должность коменданта Каменца-Подольского.
20 апреля (1 мая) 1793 года, когда после второго раздела Речи Посполитой к городу вновь подошли русские войска под командованием генерала Вильгельма Дерфельдена, Злотницкий в кафедральном костёле дал присягу на верность императрице Екатерине, и на следующий день в город вошёл Екатеринославский полк.

### На русской службе
В русской армии получил звание генерал-поручика, золотую табакерку в бриллиантах из рук императрицы, большую пенсию, имение и в течение трёх лет сохранял должность коменданта города.
Во время восстания Костюшко в 1794 году Верховный уголовный суд в Варшаве приговорил его к смерти через повешение, вечному позору, конфискации имущества и всех имений. В связи с отсутствием осуждённого приговор был приведён «in effigie».
В 1795 году способствовал разводу Софьи Витт с мужем Юзефом в интересах влюблённого в Софью Станислава Потоцкого.
В 1796 году ему было присвоено звание генерал-поручика.
03.12.1796—04.01.1797 - шеф Троицкого мушкетерского полка.
Умер в 1830 году.

## Награды
- Орден Святого Александра Невского (06.05.1793)[10].

## Семья
Был женат четыре раза, имена первых трёх жён неизвестны. В первом браке у Злотницкого родился сын Эразм (1788—?), впоследствии полковник русской армии, участник Отечественной войны 1812 года, женатый на красавице Бенигне, урожденной Терлич. От второй жены имел сына Юзефа (1798—1839). В следующем браке родился сын Станислав (1800—1820).
От четвёртой жены, Елизаветы Дмитриевны урождённой Норовой, имел сына Дмитрия (1800—1865) и дочь Елизавету (1800—1866), вышедшую замуж за князя Петра Алексеевича Голицына (1792—1842). Известно, что к ней также сватался Денис Давыдов. Сын Дмитрия Злотницкого Сигизмунд женился на грузинской княжне Эристовой. Их дочь Елена Сигизмундовна Злотницкая (1886—1979) вышла замуж за князя Георгия Александровича Багратиона-Мухранского (1884—1957). Их дочь Леонида (1914—2010) была супругой находившегося в эмиграции претендента на российский императорский престол великого князя Владимира Кирилловича Романова  (1917—1992).